# Landesverfassung der Freien Hansestadt Bremen
Die Landesverfassung der Freien Hansestadt Bremen ist die Verfassung des Landes Bremen. Sie stammt vom 21. Oktober 1947 und wurde zuletzt am 15. August 2019 mit Wirkung vom 16. August 2019 neu gefasst.

## Inhalt
Die Landesverfassung (LV) ist geprägt von der Entwicklung der bremischen Verfassungsdiskussion, von der Verfassung von 1920 und durch die Erfahrungen aus der Zeit des Nationalsozialismus. Deshalb steht in der Präambel:

„Erschüttert von der Vernichtung, die die autoritäre Regierung der Nationalsozialisten unter Mißachtung der persönlichen Freiheit und der Würde des Menschen in der jahrhundertealten Freien Hansestadt Bremen verursacht hat, sind die Bürger dieses Landes willens, eine Ordnung des gesellschaftlichen Lebens zu schaffen, in der die soziale Gerechtigkeit, die Menschlichkeit und der Friede gepflegt werden, in der der wirtschaftlich Schwache vor Ausbeutung geschützt und allen Arbeitswilligen ein menschenwürdiges Dasein gesichert wird.“

Sie enthält einen umfangreichen Teil zu den Grundrechten und Grundpflichten (Artikel 1 bis 20 LV), die weitgehend den Grundrechten des Grundgesetzes für die Bundesrepublik Deutschland (GG) von 1949 ähneln. Abweichend vom GG wird in der Landesverfassung u. a. formuliert:
- Artikel 8, 1. Satz: „Jeder hat die sittliche Pflicht zu arbeiten und ein Recht auf Arbeit.“
- Artikel 14, 1. Satz: „Jeder Bewohner […] hat Anspruch auf eine angemessene Wohnung.“

In der Landesverfassung wird der Aufbau des Staates mit der Gewaltenteilung in Legislative, Exekutive und Judikative geregelt.
- Die Legislative, also das Landesparlament, ist die Bremische Bürgerschaft. Volksentscheide sind gemäß dem 2. Abschnitt (Art. 69ff LV) zulässig.
- An der Spitze der Exekutive steht der Senat der Freien Hansestadt Bremen. Die Mitglieder des Senats, die Senatoren, entsprechen den Ministern in anderen Bundesländern. Der Präsident des Senats ist auch Bürgermeister der Freien Hansestadt Bremen und somit oberster Repräsentant des Landes. Auch sein Stellvertreter führt auch den Titel Bürgermeister und zugleich Senator.
- Die Rechtsprechung (Judikative) wird in Verfassungsstreitigkeiten durch den Staatsgerichtshof der Freien Hansestadt Bremen erledigt.

Die Exekutiv- und Legislativorgane des Bundeslandes Freie Hansestadt Bremen sind überwiegend in Personalunion auch Organe der Stadtgemeinde Bremen. Die Rechtsetzung in der Stadtgemeinde Bremen obliegt den stadtbremischen Mitgliedern der Bürgerschaft (Stadtbürgerschaft), die Exekutivorgane des Landes stehen zugleich der stadtbremischen Verwaltung vor.
Die Stadtgemeinde Bremerhaven hat als Ortsgesetz nach den Bestimmungen der Landesverfassung (Artikel 145 LV) eine eigene Verfassung und eigene kommunale Organe: Die Stadtverordnetenversammlung und den Magistrat der Stadt.
Das Ortsgesetz der Stadt Bremerhaven vom 4. November 1947 wurde vom Senat der Freien Hansestadt Bremen am 14. November 1947 genehmigt und trat am 1. Januar 1948 in Kraft. Nach Artikel 146 (LV) hat der bremische Senat die „Aufsicht“ hinsichtlich der „Gesetzmäßigkeit der Verwaltung“ über die Gemeinde Bremerhaven.

## Gliederung der Landesverfassung
Die Landesverfassung gliedert seine 155 Artikel in die folgenden Hauptteile und Abschnitte:
- Grundrechte und Grundpflichten
- Ordnung des Sozialen Lebens
  - 1. Die Familie
  - 2. Erziehung und Unterricht
  - 3. Arbeit und Wirtschaft
  - 4. Kirchen und Religionsgemeinschaften
- Aufbau und Aufgaben des Staates
  - 1. Allgemeines
  - 2. Volksentscheid, Landtag (Bürgerschaft) und Landesregierung (Senat)
  - 3. Rechtssetzung
  - 4. Verwaltung
  - 5. Rechtspflege
  - 6. Gemeinden
- Übergangs und Schlussbestimmungen

## Änderungen der Landesverfassung seit 1947
Durch die Landesverfassung von 1947 war in Artikel 125 geregelt, dass eine Abänderung der Verfassung nur durch Volksentscheid oder durch einen einstimmigen Beschluss der anwesenden Mehrheit der Bürgerschaftsmitglieder zustande kommen konnte. Diese schwierige Hürde verhinderte bis auf die Änderungen von 1953 und 1960 zunächst wünschenswerte Änderungen der Verfassung. Nach Inkrafttreten des Grundgesetzes der Bundesrepublik Deutschland im Jahr 1949 waren die Grundrechte durch das Bundesrecht verbindlich (Artikel 31 GG: „Bundesrecht bricht Landesrecht“) normiert; Änderungen in der Landesverfassung waren deshalb dazu nicht erforderlich. Erst 1994 wurde die Einstimmigkeits-Regel von 1947 per Volksentscheid dahingehend geändert, dass für Änderungen durch die Bremische Bürgerschaft eine Zwei-Drittel-Mehrheit ausreichend ist.
Die Verfassung blieb in seinen wesentlichen Punkten weitgehend erhalten. Änderungen der Verfassung erfolgten am
16. Januar 1953, 29. März 1960, 8. September 1970, 13. März 1973, 9. Dezember 1986, 8. September 1987, 1. November 1994, 26. März 1996, 1. November 1996, 14. Dezember 1997, 16. Dezember 1997, 3. März 1998, 1. Juni 1999, 1. Februar 2000, 4. September 2001, 8. April 2003, 31. Mai 2005, 16. Mai 2006 und 12. September 2009.
Erwähnenswert sind dabei folgende Änderungen:
- In Artikel 2 wurde 1997 u. a. eingefügt, dass „niemand wegen seiner Behinderung benachteiligt“ werden darf und Behinderte „unter dem besonderen Schutz des Staates“ stehen. Zur Gleichberechtigung von Frauen und Männern wurde die staatliche Verpflichtung aufgenommen, „für die gleichberechtigte Teilhabe der Geschlechter in Staat und Gesellschaft“, für welche „durch wirksame Maßnahmen zu sorgen“ sei. Zudem ist seither „darauf hinzuwirken, daß Frauen und Männer in Gremien des öffentlichen Rechts zu gleichen Teilen vertreten sind“.

- Im Jahr 2001 wurde in Artikel 2 auch das Verbot der Benachteiligung einer Person aufgrund ihrer „sexuellen Identität“  aufgenommen.[1]

- In Artikel 11 heißt es seit 1997 neu: „Der Staat schützt und fördert das kulturelle Leben.“

- Durch Artikel 11a wurde 1986 die „Verantwortung für die natürlichen Lebensgrundlagen“ neu aufgenommen und der Schutz von „Boden, Wasser und Luft“ und der sparsame und schonende Umgang von „Naturgütern und Energie“ und „heimischen Tier- und Pflanzenarten“ zu „vorrangigen Aufgaben“ deklariert. Im Artikel 11b wurde 1997 für Tiere „eine artgemäßer Haltung“ und „die Vermeidung von Leiden“ gefordert. Dazu wurde 1997 in Artikel 26 die „Erziehung zum Verantwortungsbewusstsein für Natur und Umwelt“ als Aufgabe definiert.

- Neu wurde auch 1997 der Datenschutz in Artikel 12 aufgenommen und

- in Artikel 36a „die Pflege und Förderung des Sports“.

- In Artikel 21 zu Ehe und Familie wurden 2010 eingetragene Lebenspartnerschaften  der Ehe im Sinn des Artikels, also in ihrer Bedeutung als „Grundlage des Gemeinschaftslebens “ und im „Anspruch auf den Schutz und die Förderung des Staates“, vollständig gleichgestellt.[2] Bremen ist damit das erste Bundesland, das die Gleichstellung der sogenannten Homo-Ehe in seiner Verfassung verankert.[3]

- In Artikel 25 wurden 2003 die Rechte für den Schutz der Kinder gestärkt.

- Artikel 42 Abs. 4[4] bestimmt, dass bestimmte Unternehmen der Freien Hansestadt Bremen mit Bedeutung für die Infrastruktur nur aufgrund eines Gesetzes veräußert werden dürfen. Der ebenfalls neu eingefügte Artikel 70 Abs. 2 eröffnet die Möglichkeit des Volksentscheids über dieses Gesetz.[5]

- In Artikel 64 und 65 wurde 1994 das Bekenntnis auf das „Zusammenwachsen von Europa“ und auf die „friedliche Entwicklung der Welt“ fixiert.

- In den Artikeln 69 bis 74, 76 und 87 wurden 1994 die Rechte für Volksentscheid und Bürgerantrag neu festgelegt. 2009 wurde der Gegenstand des Volksentscheids erweitert und die Hürden des Entscheids abgesenkt.

- In den Artikeln 75 bis 105 finden sich seit 1994 viele Änderungen zur Wahl und zur Praxis der Bürgerschaft. Die Chancengleichheit für die Arbeit der parlamentarischen Opposition wird dabei erwähnt. Die Arbeit und die Rechte der zuständigen Ausschüsse oder Deputationen sowie der Untersuchungsausschüsse wurden gestärkt. Während früher die Aufgaben fast ausschließlich in den Deputationen (Verwaltungsausschüsse) stattfanden, wurden viele Aufgaben in die parlamentarischen und nichtparlamentarischen Ausschüsse verlagert.

- In den Artikeln 107, 110, 112, 114, 117 und 120 wurden 2000 Regelungen eingefügt für Staatsräte (z. B. als Bevollmächtigte beim Bund etc.), die seitdem als Mitglieder im Senat fungieren können.

- In Artikel 125 finden sich seit 1970 und novelliert seit 1994 die o. a. Bestimmungen über Möglichkeiten zur Änderung der Verfassung.

- In den Artikeln 131, 131a, 132a und 133a finden sich seit 1998 u. a. neue Regelungen für z. B. die Möglichkeit eines zweijährigen Haushaltsplans, für die Kreditaufnahme oder für den Rechnungshof (schon 1994).

- In den Artikeln 136 und 138 wurden 1994 Ermächtigungen vom Staatsgerichtshof auf das Bundesverfassungsgericht übertragen und in Artikel 139 präzisiert, dass der Präsident des Oberverwaltungsgerichts (früher: Präsident des höchsten bremischen Gerichts) Mitglied im Staatsgerichtshof ist.

## Geschichtliche Entwicklung
Grundlage des Handels in der Hansestadt Bremen waren seit dem Mittelalter zunächst das gebräuchliche Stadtrecht in Verbindung mit dem Hamburger Stadtrecht, dann die Statuten von 1433, danach verändert durch die Neue Eintracht von 1534 und schließlich die Kundige Rulle von 1756 (siehe dazu ausführlich unter Bremer Stadtrecht).

### Verfassungsdiskussion von 1814 und 1830
Nach der Französischen Revolution kam auch bei dem liberalen Bürgertum in den deutschen Ländern der Wunsch nach einer eigenen Verfassung auf, entsprechend dem französischen Vorbild, mit Regeln für die Grundrechte der Bürger und für die Gewaltenteilung von Legislative, Exekutive und Gericht. 1814 wurde ein Entwurf von einer besonderen Verfassungsdeputation erarbeitet. Jedoch lediglich ein Senatswahlgesetz wurde 1816 beschlossen und zum Bürgerconvent wurden neue Regelungen erlassen.

Erneut wurde nach der französischen Julirevolution von 1830 eine Verfassungsdeputation beauftragt. Auch diese Diskussion ergab keine Einigung zwischen konservativen Senat und liberalem Bürgertum.

### Verfassung von 1849
Nach der Revolution von 1848/49 fand wieder eine Verfassungsdiskussion statt. Erneut wurde vom liberalen Bürgerconvent eine Deputation dafür eingesetzt. Die dann erarbeitete Verfassung trat 1849 in Kraft, in der viele der erwünschten Rechte (Grundrechte, Gewaltenteilung, Einfluss der Bürgerschaft als bremisches Parlament) realisiert wurden. 1850 folgten für Vegesack und Bremerhaven entsprechende Gemeindeverfassungen.

### Verfassung von 1854
Nachdem die Verfassungsbewegung in den deutschen Ländern unter Preußens Führung niedergeschlagen wurde, folgte schon 1852 die Einführung eines restaurativen Wahlgesetzes, wonach die Wahl nur durch Männer als Bürger Bremens in acht Klassen getrennt nach Gelehrten, Kaufleuten, Gewerbetreibende, Landwirten und „sonstigen“ Bürgern aus Bremen, Bremerhaven, Vegesack und Landgebiet erfolgen sollte. Die Kosten für den Erwerb der Bürgerrechte waren zudem hoch; viele Angehörige der unteren Schichten waren deshalb keine wahlberechtigten Bürger. Die Bürgerschaft erarbeitete bis 1854 eine neue Verfassung, die sich an die liberale Verfassung von 1849 anlehnte. Sie hatte Bestand bis zum Ende des Ersten Weltkriegs.

### Verfassung von 1920
Nach der Novemberrevolution von 1918 bestand in Bremen kurzfristig eine Bremer Räterepublik ohne besondere Verfassung. Im Februar 1919 setzte sich in einer Konterrevolution das liberale Bürgertum und die MSPD durch. Eine Bremer Nationalversammlung wurde am 9. März 1919 gewählt. Diese setzte einen Verfassungsausschuss ein, in der Senator Theodor Spitta großen Einfluss hatte. Die entschiedene Linke mit der USPD wollte einen Sozialistischen Freistaat mit Elementen einer Räterepublik. Die Rechte war nur für einen eingeschränkten Parlamentarismus. Es setzte sich mehrheitlich die Mehrheitssozialisten (MSPD) und die liberalen, bürgerlichen Parteien (DDP, DVP) mit einer am 18. Mai 1920 in Kraft tretenden parlamentarischen Verfassung durch. Diese Verfassung galt bis 1933. In der NS-Zeit war die Verfassung aufgehoben.

### Verfassung von 1947
Nach dem Zweiten Weltkrieg wurde auf der Grundlage der Vorgaben der englischen Besatzungsmacht 1946 eine kommunal orientierte Verfassung mit vielen Elementen der Verfassung von 1920 erarbeitet und von der Bürgerschaft beschlossen. 1947 wurden die USA Besatzungsmacht in Bremen. Eine neue Verfassungsdeputation – wieder unter maßgeblichen Einfluss von Senator und Bürgermeister Spitta und der Mithilfe von Karl Carstens – diskutierte den Verfassungsentwurf von Spitta. Die Meinungsunterschiede zum Schulwesen und zur Mitbestimmung in den Betrieben konnten beseitigt werden. Nach Zustimmung aller Parteien – außer den Kommunisten – wurde am 15. September 1947 diese Landesverfassung durch die Bürgerschaft beschlossen und am 12. Oktober 1947 durch einen Volksentscheid angenommen. Sie trat nach ihrer Verkündung am 21. Oktober am folgenden Tag in Kraft.